# 狄子才
狄子才（1919年9月—2014年7月6日），原名狄茂青，男，陕西临潼人，中华人民共和国政治人物。

## 生平
抗日战争期间，曾任华北联大党总支书记、校委会主任，晋察冀边区行政干部学校副校长、校长。1948年11月后，任华北总工会筹委会秘书长，中华全国总工会干部学校校长。1972年7月后，任中共青海省委副书记、书记，省革委会副主任。后进入中央，担任中华人民共和国第五机械部副部长，铁道部纪委书记。